# Incidente aereo di Varzaqan
L'incidente aereo di Varzaqan è stato il disastro aviatorio che il 19 maggio 2024 ha visto coinvolto un elicottero Bell 212 con a bordo il presidente iraniano Ebrahim Raisi e altri alti esponenti del governo di Teheran. L'aeromobile, partito da Khoda Afarin e diretto a Tabriz, è precipitato in una foresta nei pressi del villaggio montuoso di Uzi, nello shahrestān di Varzaqan; nessuno degli otto occupanti è sopravvissuto.

## Contesto
Il 19 maggio il presidente iraniano Raisi si trovava al confine con l'Azerbaigian per inaugurare, insieme al suo omologo azero İlham Əliyev, la diga di Giz Galasi, la terza grande opera pubblica realizzata in collaborazione tra i due Stati sul fiume Aras. Il giorno prima dell'incidente, l'Organizzazione meteorologica iraniana aveva emesso un'allerta meteo arancione per la regione.

## Incidente
L'elicottero, un Bell 212 degli anni sessanta appartenente alle Forze aeree iraniane, decollò poco prima delle 13 da Khoda Afarin con a bordo otto occupanti, tra cui il presidente iraniano Ebrahim Raisi, il ministro degli esteri Hossein Amir-Abdollahian, il governatore della provincia dell'Azerbaigian Orientale Malek Rahmati e il rappresentante della Guida suprema nell'Azerbaigian Orientale Mohammad Ali Ale-Hashem.
L'incidente è avvenuto mentre l'elicottero stava sorvolando la provincia iraniana dell'Azerbaigian Orientale, nei pressi della città di Jolfa, situata al confine con l'Azerbaigian. Testimoni presenti su un altro elicottero del convoglio hanno riferito che, verso le 13:30, quarantacinque minuti dopo il decollo, il mezzo è salito di quota per evitare una turbolenza, scomparendo tra le nuvole e non facendo più ritorno.
L'elicottero si è schiantato a circa due chilometri a sud-ovest del villaggio di Uzi. Lo schianto è avvenuto nella foresta di Dizmar, una riserva naturale situata nella zona settentrionale dello shahrestān di Varzaqan, nella provincia dell'Azerbaigian Orientale. Alcune ore dopo l'incidente, quaranta squadre di soccorso sono state organizzate per le operazioni di salvataggio dei passeggeri dell'elicottero.
Le operazioni di salvataggio hanno incontrato numerose difficoltà a causa della fitta vegetazione presente nell'area, aggravate dalle condizioni meteorologiche avverse quali forti piogge, nebbia e venti. Per le ricerche sono stati mobilitati droni, squadre di ricerca e soccorso e cani appositamente addestrati.
Intorno alle 19:30, sono stati ritrovati i resti dell'elicottero precipitato, con gli occupanti tutti deceduti.